# Mogens Krag (1673-1724)
 Der er flere personer med dette navn, se Mogens Krag.
Mogens Krag (født 17. marts 1673, død 21. august 1724 i Glückstadt) var en dansk officer, bror til Arent Krag og til Dorothea Krag.
Han var søn af oberst Mogens Krag i dennes andet ægteskab med Helvig von der Kuhla. Han gik ganske ung i fransk tjeneste og steg der til kaptajnløjtnant ved et tysk regiment; som sådan fik han 1696 kaptajns karakter ved den danske Fodgarde, hvor han, da han året efter vendte hjem, fik kompagni. 1701 drog han med hjælpetropperne til Nederlandene, deltog der i syv års felttog og blev oftere anvendt til særlige hverv, navnlig efter at han 1703 var forfremmet til oberstløjtnant ved 1. Bataljon af Sjællandske Regiment. 1708 blev han forsat til Ungarn som oberst for et af de i kejserens tjeneste stående danske regimenter og førte det året efter hjem. Han var siden med i Pommern 1711 (samme år udnævnt til brigadér), i Mecklenburg 1712 (såret i slaget ved Gadebusch 20. december og kort efter interimskommandant i Frederiksort), ved Tønning 1713 (var med at afslutte kapitulationen i Oldenswort 16. maj) og ved Wismar 1716. Efter denne fæstnings erobring blev Krag dens kommandant og tillige generalmajor. Han blev Hvid Ridder 1721 og byttede i februar 1724 sit regiment med kommandantskabet i Glückstadt, men døde 21. august samme år. 
30. december 1713 havde han ægtet en pommersk dame, Anna Dorothea von Massow (4. december 1690 - 17. juli 1747), datter af Jacob von Massau (død 1693), gottorpsk hofråd, og (~ 1689) lægedatteren Anna Cathrine Bartels (Hamburg 1669-1741 Slesvig), som blev gift anden gang med Johann Ludwig von Pincier 1698 Pincier friherre von Königstein (Lubeck 1660-1730), arveherre til Öhe og Dallroth, domprovst i Lübeck 1699, geheimeråd i Danmark 1710 etc.